# 图夫尔河
图夫尔河（法語：Touvre，法語發音：[tuvʁ]）是法国新阿基坦大区夏朗德省的河流，是夏朗德河的左支流，长11.7千米。